# On What Matters
On What Matters är en moralfilosofisk bok av Derek Parfit publicerad 2011. I boken försvarar Parfit värderealism och argumenterar för att det går att förena konsekventialismen, kantianismen och kontraktualismen till en moralteori som han kallar "triple theory". Enligt denna teori är en handling fel om och endast om den är förbjuden enligt:
1. En av de principer vars universella lagar skulle leda till de bästa konsekvenserna.
2. En av de principer vars efterlevnad skulle kunna önskas av alla rationella.
3. En princip som ingen rationellt kan förkasta.

Delar av materialet kommer från föreläsningar vid University of California, Berkeley (Tanner Lectures on Human Values 2002). Bokmanuskriptet cirkulerade i många år före publiceringen och var redan då uppmärksammat. Bland annat hölls flera läsgrupper och en konferens redan innan boken publicerats.
I en recension skrev Peter Singer att boken är en "intellektuell njutning" för den som är intresserad av om någonting spelar någon roll.